# Биографический словарь чешских земель
Биографический словарь чешских земель (чеш. Biografický slovník českých zemí, сокр. BSČZ) — энциклопедическое издание на чешском языке, содержащее в себе биографическую информацию о видных деятелях чешской истории.

## История
В 1990 году сотрудники института истории Академии наук Чехии поставили перед собой задачу создать биографический словарь, с целью донесения до широкой общественности основной научно-обоснованной информации о жизни, деятельности и работе
политических, государственных, научных, культурных и других деятелях чешских земель, а также иностранцев, внёсших заметный вклад в историю Чехии.
В 2004 году был опубликован первый том печатного издания Биографического словаря чешских земель. С этого момента выпуск новых томов стал производиться ежегодно.
В 2015 году, следуя примеру Австрийского биографического, Нового немецкого и Швейцарского исторического словаря редакция BSČZ решила одновременно с выпуском печатного издания, также поддерживать публикацию биографий и в электронной версии энциклопедии.